# Federico Caprilli
Federico Caprilli, né le 8 avril 1868 à Livourne et mort le 6 décembre 1907 à Pignerol (Pinerolo), est un cavalier italien qui a révolutionné le saut d'obstacles en inventant la position « en équilibre » qui permet de passer un obstacle avec un impact minimal sur le mouvement du cheval.

## Biographie
À l’âge de treize ans, Federico Caprilli est admis au collège militaire de Florence. En 1886, il entre à l’Académie militaire de Modène où il a un parcours difficile du fait de son intolérance à la discipline et à l’autorité. Son souhait est de devenir officier de cavalerie. Deux années plus tôt, la première compétition de sauts d’obstacles en Italie s’était déroulée à Turin. À peu près au même moment, l’écrivain italien Gabriele D'Annunzio écrit des articles dans La Tribuna au sujet du nouveau passe-temps de l’aristocratie : la chasse au renard à cheval. Paradoxalement, quand Federico passe sa première visite médicale, il est jugé inapte à l'équitation. Il réussit toutefois à se faire affecter dans la cavalerie après bien des difficultés. À l'Académie, il se lie d'amitié avec le comte Emanuele Cacherano de Bricherasio, un des cofondateurs de la FIAT et rencontre Giovanni Agnelli qui en 1899 quitta la cavalerie pour fonder cette même société automobile. Au bout de deux années d'études, Caprilli figure parmi les cavaliers médiocres.

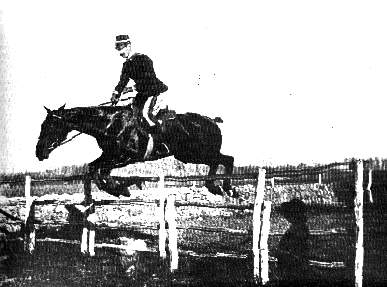
Le capitaine Federico Caprilli engagé dans un saut par-dessus la clôture.

Il est affecté au régiment Royal-Piémont basé à Saluces et suit des cours d'équitation à l'École normale de cavalerie de Pignerol. Ses qualités de cavalier s'améliorent rapidement bien qu'il n'apprécie pas les exercices en manège tels que le règlement l'y oblige. De retour à Saluces, il se démarque par son talent. En 1891, il suit le cours d'enseignement de l’École militaire de Pignerol pour devenir instructeur, et en octobre de la même année, il est envoyé au premier cours de spécialisation en équitation d'extérieure à Rome, au nouvel état-major de Tor di Quinto. L'ouverture de cette nouvelle école, une « annexe» de celle de Pignerol mais plus orientée vers le dressage en extérieur, avait été demandée par le ministre de la guerre, Luigi Pelloux, à la suite de deux rencontres militaires qui eurent lieu sur l'hippodrome romain de Tor di Quinto, lors desquelles les chevaux et les cavaliers firent preuve d'une préparation insuffisante. L'installation, à l'origine une étable, fut achetée par l'armée, ainsi que les champs environnants. Le premier cours fut confié au marquis Luciano de Roccagiovine, un noble romain qui s'était déjà distingué dans des steeple-chases et des chasses au renard, dans la capitale et ses environs . 

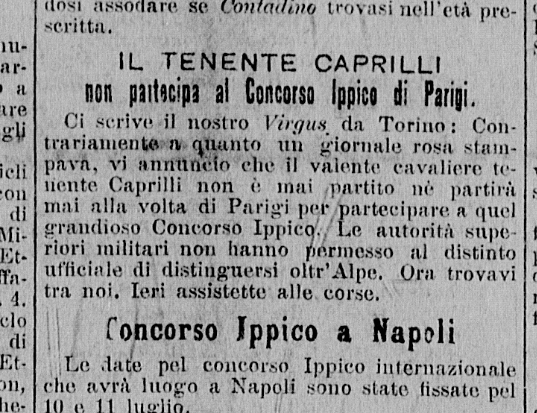
Extrait du Corriere dello Sport du 30 mai 1900 qui annonce l’exclusion de Federico Caprilli des jeux de Paris.

Federico sort premier de sa formation. À partir de ce moment, les compétences du jeune officier sont reconnues. Il a de nombreux succès dans les domaines du dressage et de la compétition et commence à être apprécié socialement et à avoir une réputation de séducteur. Son mode de vie clinquant ne l'éloigne pas de sa passion pour les chevaux ni de son désir d'améliorer la technique du saut d'obstacles qui a ses yeux présente des limites évidentes. Il étudie la cinétique des sauts de chevaux en liberté, développant l'idée que pour obtenir de meilleurs résultats, il était nécessaire de suivre l'équilibre naturel de l'animal avant, pendant et après le saut, plutôt que d'essayer de lui imposer un équilibre artificiel, comme le recommandait la doctrine dominante de l'époque. 
En 1894, il est nommé instructeur à l'école de Tor di Quinto, et l'année suivante, il est renvoyé à Pignerol. Mais sa vie mondaine orageuse lui vaut d'être transféré au Régiment de Lanciers de Milan à Nola. Il continue d'y développer sa méthode innovante de saut d'obstacles. Il poursuit néanmoins sa vie mondaine dans la société napolitaine. Son unité part ensuite pour Parme. Son nouveau système est désormais finalisé autour de quelques règles innovantes et essentielles :  respect de la bouche du cheval, liberté de l'encolure obtenue par la cession des rênes en étirant les bras sans perdre le contact, étriers plus courts et jambe articulée au niveau du genou, talon bas. Quelques règles simples qui sont alors considérées comme une révolution copernicienne. En dépit du scepticisme et de l'hostilité des traditionalistes, les résultats sont probants. Il peut franchir de larges obstacles, même avec des chevaux  médiocres, et gagne de nombreuses compétitions ainsi que des courses. Dès lors il est entouré par un groupe de supporters enthousiastes, mais l'état-major considère toujours ses succès et sa nouvelle méthode avec prudence. 
En 1900, son collègue, le lieutenant et comte Gian Giacomo Trissimo, suggère qu'il participe à l'épreuve de saut d'obstacle de la des jeux olympiques de 1900 qui doit se tenir à Paris en mai de la même année. Le ministère de la Guerre donne d'abord son autorisation, puis la retire. Selon Lucio Lami, cela ne l'empêcha pas d'y participer incognito pendant une permission ordinaire. Il finit deuxième de l'épreuve de saut en longueur de 5,70 mètres. Trissimo finit premier, à égalité avec le français Gardère dans l'épreuve de saut en hauteur, franchissant 1,85 mètre, une hauteur considérée alors comme considérable.  
L'année suivante, en 1901, il est promu capitaine. Il décide alors de transcrire les principes de son nouveau système par écrit. Il les publie en deux fois dans la Rivista di cavalleria sous la forme d'un essai intitulé Per l'equitazione di campagna. Il développe ses concepts dans un article plus important en réponse aux commentaires du lieutenant Ettore Varini intitulé Due altre parole sull'equitazione di campagna. Quelque temps plus tard, une version provisoire du premier volume du règlement de cavalerie, s'inspirant largement la nouvelle technique de Caprilli, est publiée à titre expérimental. Ce dernier n'est pas satisfait de ces nouvelles directives et écrit un nouvel article, Sul nuovo regolamento di equitazone, dans lequel il pointe certains dysfonctionnements. Cela donne lieu à un débat auquel il participe et à un article, appelé simplement Una replica qui lui permet de gagner le soutien massif de ses compagnons d'armes et même de l'état-major.  
En juin 1902, il a l'occasion de prouver l'efficacité de ses théories lors de la compétition internationale de saut d'obstacles de Turin. À cette occasion, il gagne l'épreuve de saut en longueur en franchissant 6,50 mètres, mais après une chute dans l'épreuve de fond, il est éliminé dans celle du saut en hauteur. Déçu, il lance le défi de franchir plus de deux mètres de haut. Au premier essai, il saute une barrière placée à 2,08 mètres, hauteur alors inimaginable. Le record n'est pas homologué car il n'a pas été établi lors d'une compétition officielle. En dépit de ce fait, la presse italienne égratigne les cavaliers de la péninsule sur leur nouvelle façon de monter, les Français les ayant battus dans la compétition officielle. Caprilli répond avec indignation dans son Osservazioni sul Concorso Ippico Internationale di Torino mais le comité éditorial de la  Rivista di cavalleria ne publie pas cet article le jugeant trop polémiste.  
En 1904, à la demande du nouveau commandant de l'Ecole, le général Luigi Berta, Caprilli retourne à Pignerol. Quelques mois plus tard, avec Berta et un autre officier, il se rend à l'école de cavalerie de Saumur, où malgré les séquelles d'un accident, il fait la démonstration de sa supériorité en montant un cheval qui jusqu'alors était irréductiblement réticent à l'obstacle. De retour en Italie, il est chargé de la section internationale des élèves instructeurs. Des officiers de différentes nationalités, avides d'apprendre les nouvelles méthodes testées avec succès en Italie commencèrent à venir en masse à Pignerol. Pendant cette période, Caprilli se consacre à dresser une jument alezane nommée Itala, à la fois aux exercices de haute école et aux principes du système naturel. Ce choix a beaucoup intrigué ses biographes qui hésitèrent entre le considérer comme l'expression d'un désir de faire taire les critiques qui l'accusaient de ne pas maîtriser la technique classique, ou comme le besoin opportuniste de plaire aux traditionalistes qui demeuraient au sommet de la hiérarchie de la cavalerie afin d'obtenir sa promotion comme major, ou bien encore comme une nouvelle conception qui serait d'intégrer son système dans les techniques de travail sur le plat.   
En 1905, il est nommé directeur des cours d'équitation. Il commence à réunir des notes en vue d'écrire un livre, mais il ne termine pas son projet. Au fil des ans, son travail incessant et de nombreuses chutes l'ont usé physiquement. Malgré tout, il continue à monter et participe avec succès à des courses. Au printemps 1907, il gagne le premier championnat militaire italien à Rome. En décembre de la même année, il meurt lorsque le cheval qu'il monte dérape sur des pavés verglacés et tombe.   
Caprilli eut l'opportunité de démontrer lui-même sa technique lors des Jeux olympiques de 1906.
Le musée de Pignerol conserve le squelette de Cromwell, un de ses chevaux.

## La position en équilibre
Federico Caprilli remet en cause les principes de la haute école. Il considère que les deux façons différente de monter à cheval, dans une école ou dans un manège et dans la campagne, s'opposent. Selon lui elles s'excluent et de détruisent l'une l'autre. Cela se produit notamment dans les régiments, selon lui, où l'usage de lieux clos et l'abus de dictates d'une équitation liée ou dérivant de la haute école, produisent de mauvais résultats. Ces principes sont en fait trop difficiles pour être correctement utilisés par des soldats.
La position prônée par Caprilli s'inscrit en contradiction totale de l'ancienne méthode dans laquelle les cavaliers se penchaient en arrière au point haut de l'obstacle tout en tirant sur la bouche du cheval, dans l'objectif de forcer le cheval à retomber sur ses quatre pieds, voire sur ses postérieurs uniquement (que l'on pensait plus résistants aux chocs). Cette pratique, douloureuse pour les chevaux et les empêchant de sauter naturellement (en « s'enroulant » autour de l'obstacle), les rendaient souvent entièrement réfractaires au saut.
Le capitaine Caprilli, observant que les chevaux sautant naturellement (sans cavalier ni selle) se réceptionnaient uniquement sur leurs antérieurs et avec un mouvement de bascule, imagina une position qui leur permettrait d'avoir un mouvement naturel. La position en équilibre permet au cheval d'allonger sa foulée avant l'obstacle et au cavalier d'accompagner le centre de gravité du cheval au cours du saut. Cela permet au cavalier d'être léger dans sa main et d'accompagner le mouvement naturel de l'encolure (qui fait balancier et s'allonge nécessairement vers l'avant et le bas pendant le saut), ce qui rend le saut sans douleur pour le cheval et rend possible le franchissement de tous types d'obstacles (gués, droits, oxers, etc.).
La position en équilibre se répandit dans le monde entier, après que les italiens se mettent à dominer toutes les compétitions de saut d'obstacles.
Aujourd'hui, la position en équilibre est utilisée dans le monde entier par tous les cavaliers de saut d'obstacles et de cross.

## Postérité
Le fait que Caprilli n'ait pas couché par écrit sa méthode donna lieu à de longues controverses parmi ses élèves et ses disciples, chacun interprétant sa façon de monter. Quatre ans après sa mort, son élève et ami Carlo Giubbilei rassembla et publia les écrits de son maître. Son enseignement fut cependant principalement transmis oralement, donnant lieu de fait à des dérives et des approximations. Quelques livres essayèrent toutefois de transmettre l'essence de sa doctrine. Parmi ceux-ci, on peut citer Elementi di equitazione naturale de Ruggero Ubertalli, un de ses plus proches élèves, et L'arte di equitare publié en 1937 par Baldo Bacca qui ne fut pas un de ses élèves et qui fut accusé par les « puristes » de s'être éloigné de son chemin. L'officier russe Paul Rodanko qui demeura dix-huit mois à Pignerol et Tor di Quinto en 1907, publia, une fois retourné chez lui, La Scuola di cavalleria italiana, souvenirs personnels sur la vie et l'enseignement dans les deux écoles qui présentent un intérêt historique et technique.